# Trübenbach (Hahnenbach)
Der Trübenbach ist der letzte rechte Zufluss des Hahnenbachs von einiger Bedeutung und mündet nach fast sechs Kilometer langem Lauf in  Kirn.

## Geographie

### Verlauf
Der Trübenbach entspringt auf etwa 431 m ü. NHN westlich von Bergen im offenen Teil der Bergener Hochfläche, fließt anfangs ostwärts und durchquert den Ort Bergen. Dann wechselt er südostwärts in die Talwälderlandschaft des benachbarten Naturraums Kirner Nahetal, wo er kurz nacheinander zwei größere rechte Zuflüsse aufnimmt. Dann läuft er nordostwärts und parallel zur Nahe, von der ihn nur ein schmaler Bergrücken mit dem Habichtskopf auf seiner Rechten trennt. Unter der Kyrburg an dessen Spornspitze tritt er in die Ortsflur von Kirn ein, wendet sich zuletzt noch kurz nach Nordwesten und mündet dann wenige Schritte vor der Flussbrücke der L 182 über den Hahnenbach auf etwa 431 m ü. NHN von rechts in den Hahnenbach.

### Zuflüsse
- Bach bei Bergen (rechts), 1,9 km, 0,77 km²
- Plätzheckgraben (rechts), 3,3 km, 3,08 km²
- Bach vom Hehrkopf (links), 0,9 km, 0,70 km²

## Freizeit und Erholung
Das Trübenbachtal gilt als beliebter Nah-Wanderweg in Rheinland-Pfalz, es stellt wegen des großen Höhenunterschieds mittlere bis höhere Ansprüche an die Wanderer.